# Als (eiland)

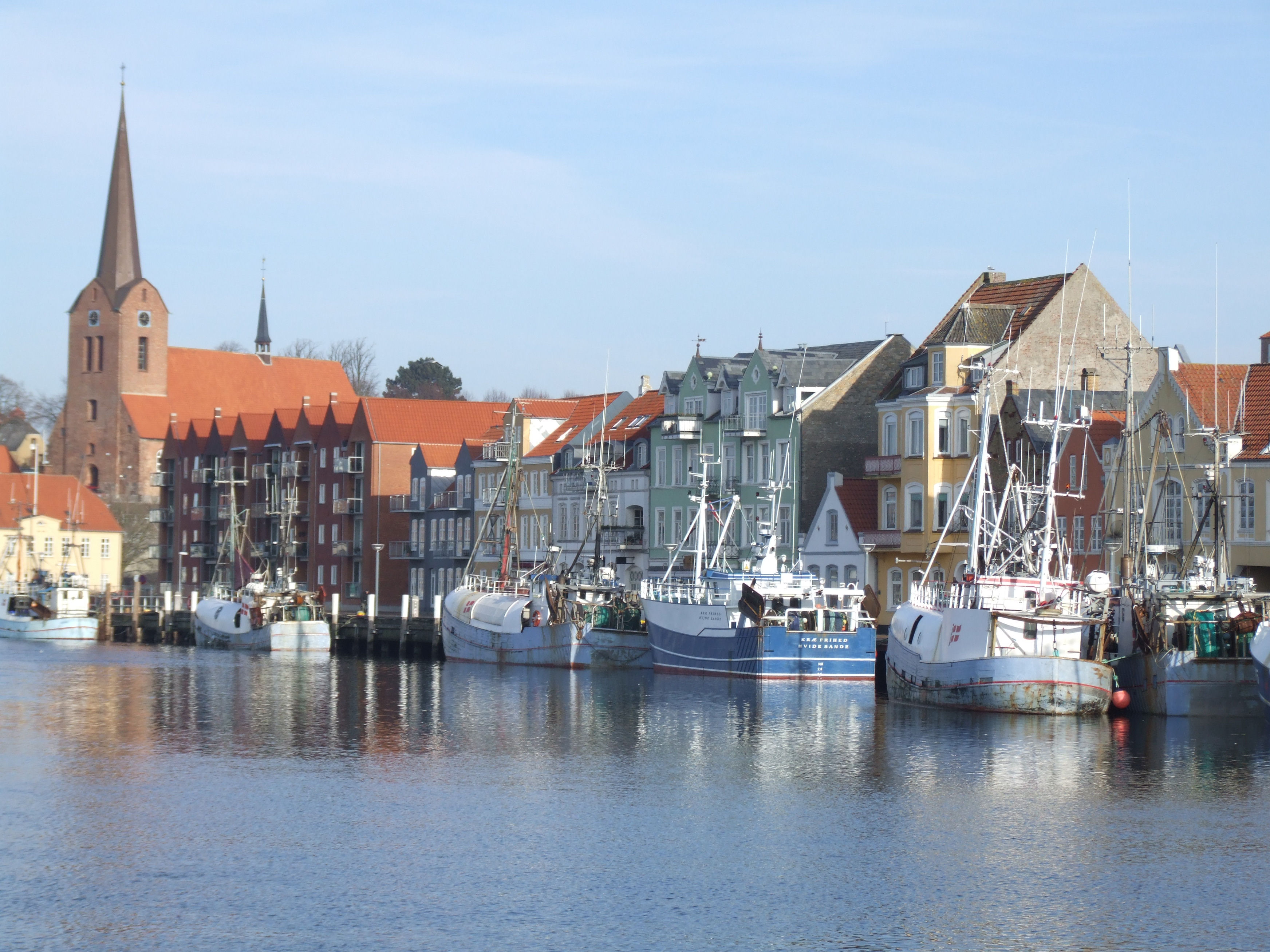
Sønderborg op Als

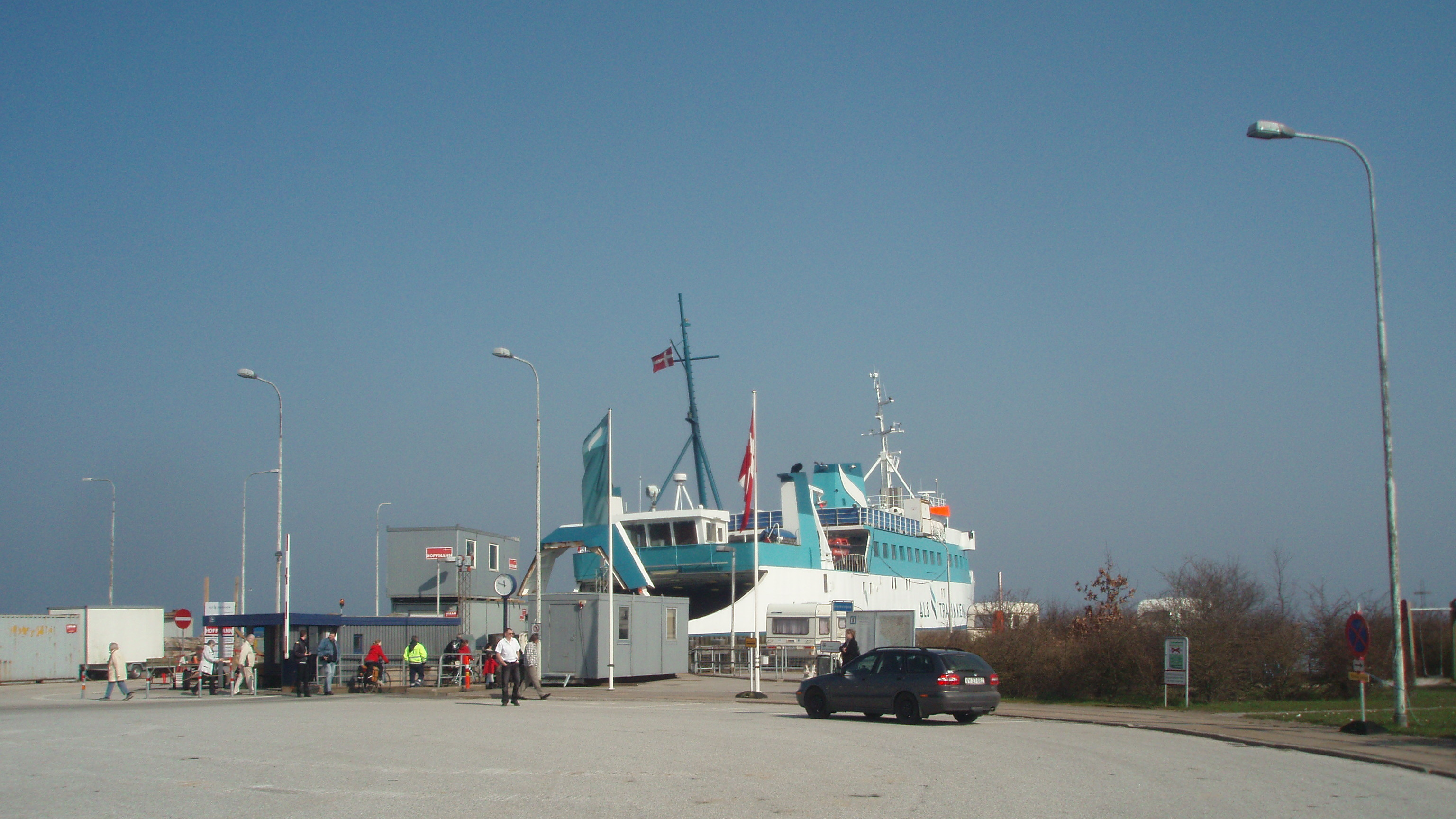
Haven van Fynshav op Als

Als  (Duits: Alsen) is een eiland in het zuidwesten van Denemarken voor de oostkust van Jutland. Het wordt van Jutland gescheiden door de Als Sund en ermee verbonden door een tweetal bruggen. Aan de noordoostkant van het eiland bevindt zich de Kleine Belt en aan de zuidkant de Flensburger Fjord. De grootste plaats op het eiland is Sønderborg, dat gedeeltelijk op Als en gedeeltelijk op Jutland ligt. Als heeft een oppervlakte van 321 km² en telt circa 60.000 inwoners.
Het zuiden van Als wordt gevormd door het schiereiland Kegnæs, dat door een smalle natuurlijke dam, Kegnæs Drej, met de rest van Als verbonden is.
In Sønderborg, het nabijgelegen Augustenborg en het noordelijke Nordborg bevinden zich kastelen. Nordborg is de hoofdzetel van de multinational Danfoss, de belangrijkste industriële werkgever op het eiland.
Behalve de beide bruggen bij Sønderborg, die uit 1930 en 1981 dateren, heeft Als veerbootverbindingen met Jutland, Funen en Ærø, die respectievelijk worden onderhouden door Færgen Bitten, AlsFærgen en Ærøfærgerne.

## Geschiedenis
Op het eiland  zijn veel overblijfselen bewaard gebleven van culturen  uit de Jonge Steentijd.
In de late 4e eeuw kreeg Als vermoedelijk te maken met een maritieme invasie door drie tot zes grote oorlogskano's. Eén ervan is de Hjortspringboot, die in het veen werd geofferd als dank voor de goede afloop.
In de Tweede Duits-Deense Oorlog werd Als in 1864 door Pruisische troepen veroverd. Het eiland werd een onderdeel van het koninkrijk Pruisen, en daarna van het  Duitse Keizerrijk. Na het Referendum in Sleeswijk van 1920 werd Als weer Deens.
- Gemeinsame Normdatei: 4230354-0
- Library of Congress Control Number: n2003041051
- Nationale Bibliotheek van Israël: 987007484867205171
- Virtual International Authority File: 22145376561983720235